# أليكس هال (ممثلة)
أليكس هال (بالإنجليزية: Alex Hall)‏ هي إذاعية وممثلة بريطانية، ولدت في 19 يوليو 1949 في نانيتون ‏ في المملكة المتحدة.

## وصلات خارجية
- الموقع الرسمي
- أليكس هال (ممثلة) على موقع IMDb (الإنجليزية)
- أليكس هال (ممثلة) على موقع قاعدة بيانات الفيلم (الإنجليزية)